# Back from the Grave Volume 7
Back from the Grave Volume 7 è il settimo album della omonima collana di album discografici, pubblicato dalla Crypt Records nel 1988. L'album contiene una selezione di brani di genere garage rock degli anni sessanta.

## Tracce

### Disco 1
Lato A
1. The Syndicate – The Egyptian Thing – 2:14 (Jim Kobzeff) – 1965
2. The Tombstones – I Want You – 2:47 (Terry Green) – 1967
3. The Moguls – Another Day – 2:12 – 1966
4. Puddin' Heads – Now You Say We're Through – 2:00 (Dave Russell, John Greek) – 1964
5. Jim Whelan & The Beau Havens – Elizabeth – 2:57 (Jim Whelan) – 1966
6. The Worlocks – I Love You – 2:45 (Dennis Ball, Bill Smith) – 1967
7. The Hush Puppies – Look for Another Love (Paul Rubio, Vivian E. Tyler) – 1967
8. The Bugs – Slide (Eddie McGee, Rosa McGee) – 1966

Lato B
1. The Gentrys – Wild – 2:35 (R. A. Katzakian, A. L. Dote) – 1965
2. The Syndicate – My Baby's Barefoot – 2:42 (Bill Rash) – 1965
3. The Bends – It's All the Same to You (Mark Evenski, Paul Gurski) – 1966
4. The Hush Puppies – Hey, Stop Messin' Around – 2:22 (Jeff Bigelow, Jim Roy) – 1967
5. The Cliques – So Hard – 1:58 (J.D. Vance, J.S. Waldbillig) – 1967
6. Heathens* – The Other Way Around – Heathens* – The Other Way Around – 2:35 (M. Dellario) – 1967
7. Beep Beep & The Roadrunners – True Love Knows (Ron Manley, Tom Falconer) – 1966
8. Snails – Snails' Love Theme – Snails – Snails' Love Theme – 1966
9. Half-Pint & the Fifths – Orphan Boy – 2:23 (L. Nestor) – 1966

### Disco 2
Lato C
1. The Mustangs – That's for Sure – 2:05 (T. Wade, D. Lisonbee) – 1965
2. The Tyme – Land of 1000 Dances – 3:21 (Chris Kenner, Antonie Domino) – 1967
3. The Noblemen – Short Time (Pearle) – 1966
4. The Invasion – Do You Like What You See? – 2:20 (Mike Jablonski, Gene Peranich) – 1967
5. Travel Agency – Jailbait – 2:45 – 1967
6. Ron-De-Voos – The Maid (Weiser, Walker) – 1965
7. It's Us – Don't Want Your Lovin' – 2:47 (D. Joseph) – 1967
8. The Moguls – Ski Bum (Jeffrey Wayde Bloomquist) – 1966

Lato D
1. The Spiders – Don't Blow Your Mind – 2:35 (Vincent Furnier, Dennis Dunaway) – 1966
2. The Grifs – Keep Dreamin' (Barry Stacks) – 1967
3. The Spiders – No Price Tag – 2:06 (Vincent Furnier, Glen Buxton) – 1966
4. The Retreds – Black Mona Lisa (John Hill) – 1966
5. The Mike's Messengers – Gone And Left Me – 3:00 (M. Taylor) – 1966
6. The Mystic Five – Are You for Real, Girl? – 2:43 (Brower, Carney, Chytil) – 1966
7. The Cavaliers – 7 Days of Cryin (Seven Days of Cryin') – 2:10 (A. de Martimprey) – 1966
8. The Hides – Don't Be Difficult – 2:37 (John Marsiglio, Eddie Sam) – 1966
9. Ty Wagner – Slander – 2:06 (Ty Wagner) – 1966